# Ростиславский, Тихон Семёнович
Тихон Семёнович Ростиславский (1885 — не ранее 1920) — полковник 5-го стрелкового полка, герой Первой мировой войны. Участник Белого движения, генерал-майор.

## Биография
Из мещан. Уроженец Московской губернии. Начальное образование получил дома.
В 1909 году окончил Одесское пехотное юнкерское училище, откуда выпущен был подпоручиком в 5-й стрелковый полк. Произведен в поручики 5 ноября 1912 года. В Первую мировую войну вступил в рядах 5-го стрелкового полка. Произведен в штабс-капитаны 27 июня 1915 года «за отличия в делах против неприятеля». Пожалован Георгиевским оружием
За то, что в бою 23 мая 1916 года при штурме Оликских позиций, командуя левым боевым участком во главе рот своего батальона, несмотря на ураганный артиллерийский и пехотный огонь, стремительно бросился на линию неприятельских укреплений, взял штыковым боем три линии укрепленных неприятельских окопов, отбив попутно контр-атаку противника, и захватил крайне важную высоту 113,0.
Произведен в капитаны 24 июля 1916 года. Удостоен ордена Св. Георгия 4-й степени
За то, что в бою 20 ноября 1916 года, лично управляя ротами своего батальона, после упорного боя занял высоту 1444 (южнее долины Чиобанаш), где и укрепился, доставив этим возможность 8-му стрелковому полку овладеть неприступной позицией противника на выс. 1358. Затем, в бою 1 декабря того же года, при штурме сильно укрепленной позиции на высоте 1343, начальствуя отрядом из двух батальонов и руководя ротами во время боя в сфере ружейного огня, в решительную минуту лично во главе резервной роты бросился в атаку, доведя ее до рукопашной схватки, повлиял этим на успешный исход боя. Захват командующей высоты 1343 упрочил положение дивизии и дал возможность развить операцию по овладению горным массивом «Маджарос».
Произведен в подполковники 5 января 1917 года «за отличия в делах против неприятеля», в полковники — 25 августа того же года.
В Гражданскую войну участвовал в Белом движении на Юге России. В 1918 году — в Донской армии: был командиром 1-го пластунского полка, с 8 по 20 ноября 1918 — начальником Сальского отряда. В 1919 году — во ВСЮР, был командиром Астраханского стрелкового полка, погибшего на левом берегу Волги. Произведен в генерал-майоры 25 октября 1919 года на основании Георгиевского статута.
Дальнейшая судьба неизвестна.

## Награды
- Орден Святой Анны 4-й ст. с надписью «за храбрость» (ВП 1.11.1914)
- Орден Святого Станислава 3-й ст. с мечами и бантом (Дополнение к ВП 25.12.1914)
- Орден Святого Владимира 4-й ст. с мечами и бантом (ВП 3.03.1915)
- Орден Святого Станислава 2-й ст. с мечами (ВП 1.10.1915)
- Орден Святой Анны 3-й ст. с мечами и бантом (ВП 15.11.1915)
- Георгиевское оружие (ПАФ 28.07.1917)
- Орден Святого Георгия 4-й ст. (ПАФ 31.07.1917)